# Antonio Elícegui Prieto
Antonio Elícegui Prieto (Zamora, 24 de setembre de 1915 - ?) fou un militar espanyol, veterà de la Guerra Civil Espanyola i de la Divisió Blava, Capità general de la V Regió Militar durant la transició espanyola.
El 1935 va ingressar a l'Acadèmia d'Infanteria de Toledo. El cop d'estat del 18 de juliol de 1936 el va sorprendre de vacances a Zamora, i immediatament es posà de part dels revoltats. Amb el grau d'alferes fou destinat al front de Madrid; va combatre a la Casa de Campo i a la Ciutat Universitària, on fou ferit el 8 de maig de 1937. Després participà en la Batalla de Brunete i fou ascendit a tinent. Al final de la guerra fou destinat a l'11a Divisió i va lluitar a Extremadura, Toledo i Madrid.
Acabada la Guerra Civil Espanyola continuà els estudis a l'Acadèmia d'Infanteria de Toledo fins que en juny de 1941 es va incorporar com a voluntari a la Divisió Blava amb el grau de capità. Fou ferit en el front del Nord i condecorat amb dues creus de ferro, una de primera classe i una altra de segona classe. El 24 de maig de 1942 va tornar a Espanya i el 1945 fou ascendit a comandant. Va ingressar a l'Escola d'Estat Major, i de 1948 a 1955 fou destinat a l'Estat Major de la V Regió Militar. El 1957 és ascendit a tinent coronel i destinat com a cap de les Unitats d'Instrucció de l'Escola Militar de Muntanya a Jaca. De 1960 a 1967 fou cap d'Estat Major de l'Agrupació de Muntanya n. 4. El 1967 és ascendit a coronel i nomenat segon cap de l'Escola Militar de Muntanya fins l'abril de 1968, quan és nomenat cap del Centre d'Instrucció de Reclutes número 10 a San Gregorio (Saragossa). El 1969 és nomenat cap d'Estat Major de la Divisió de Muntanya Urgel n. 4 i de 1970 a 1971 fou cap d'estat major de les regions militars VII i V.
El 1975 ascendí a general de divisió i fou nomenat governador militar de Las Palmas de Gran Canaria. El 15 de desembre de 1978 ascendí a tinent general i fou nomenat capità general de la V Regió Militar. Va ocupar el càrrec fins que va passar a la reserva el 15 de setembre de 1981.
El maig de 1979, a proposta de Manuel Gutiérrez Mellado, fou nomenat Cap d'Estat Major de l'Exèrcit de Terra el seu home de confiança José Gabeiras Montero, descartant els tres candidats per escalafó, Jaime Milans del Bosch y Ussía, Antonio Elícegui i Jesús González del Hierro. Aquest fet el va enemistar amb Gutiérrez Mellado i el va fer força bel·ligerant amb Adolfo Suárez. Segons Pilar Urbano, fou un dels militars, juntament amb Milans del Bosch, Pedro Merry Gordon, Ángel Campano López, que van protagonitzar el 23 de gener de 1981 el conegut com "incident de la pistola" que va forçar la dimissió de Suárez.